# Axel Bahro

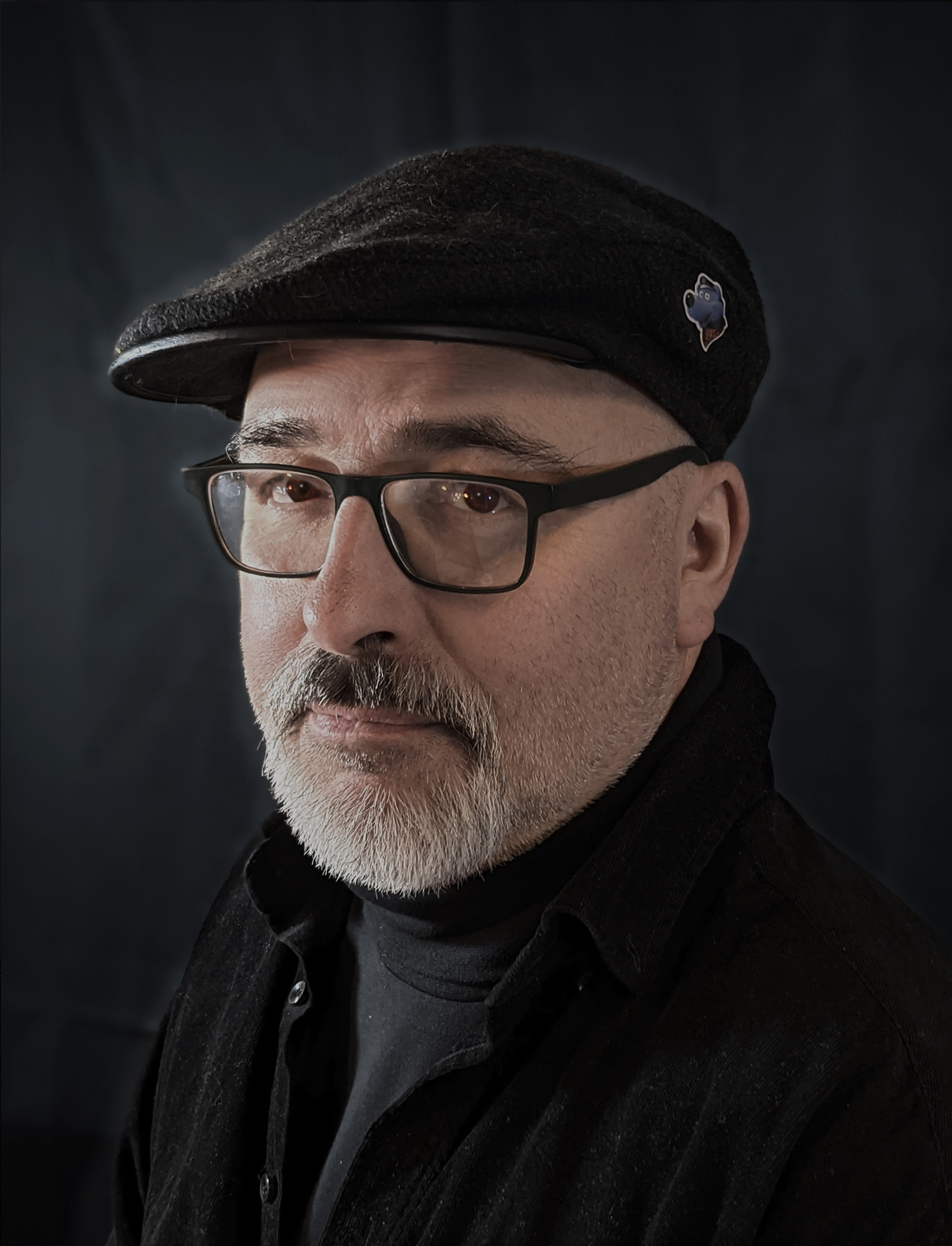
Axel Bahro

Axel Bahro (* 1962 in Göttingen) ist ein deutscher Puppenspieler, Puppenbauer, Dozent und Figurenspielcoach.
Seine Arbeiten umfassen sowohl das Live-Spiel vor Publikum (Bayerische Staatsoper, Puppets in Minutes, Marionettentheater Kleines Spiel München) als auch Figurenspiel und -animation für die Kamera (Käpt’n Blaubär, Die Yoganauten). Neben klassischen Spieltechniken arbeitet Bahro mit elektronischer Figurenkontrolle „Animatronics“, bei der die Puppe über Funkfernsteuerung animiert wird (Das Sams, An American Werewolf in Paris).

## Biographie
Nach dem frühen Tod des Vaters wuchs Bahro bei seiner Mutter Hannelore Bahro auf, die am Deutschen Theater in Göttingen tätig war. So kam er schon früh mit der Theater- und Bühnenarbeit in Kontakt.
Er machte sein Abitur 1981 am Felix-Klein-Gymnasium in Göttingen, wo er in Schultheateraufführungen erste Bühnenerfahrung sammelte. Bahro studierte Theaterwissenschaft an der LMU München.
Seine Laufbahn als Puppenspieler begann 1985 im Münchner Marionettentheater Kleines Spiel, in dem er bis 2019 regelmäßig als Puppenspieler und -gestalter mitarbeitete und an zahlreichen Produktionen inszenatorisch mitwirkte. Durch Mitarbeit in der Münchner Filmmodellbau und SFX Schmiede Magicon lernte er neue Materialien und Animationstechniken kennen, die er für die Herstellung seiner Figuren nutzte und weiterentwickelte. In Kooperation mit der Bayerischen Staatsoper setzte Bahro 2017 den 3D-Drucker für den Figurenbau ein. Die Charaktere Figaro, Susanna und Cherubino spielten als wieder erkennbare Marionetten in der Ouvertüre der Oper Die Hochzeit des Figaro in der Inszenierung von Christof Loy. Seitdem ist der 3D-Druck immer wieder Basis oder Bestandteil bei der Figurengestaltung.

## Puppets in Minutes
Bahro gründete 2014 mit seiner Frau Dorothea Seitz die mobile Puppenbühne „PiM-Puppets in Minutes“, die moderne Figurentheaterprogramme für alle Altersklassen spielt. Für die Eröffnung der Münchner Opernfestspiele 2018 inszenierten sie Arien aus Faust (Gounod) in Zusammenarbeit mit dem Opernstudio der Bayerischen Staatsoper als „Schaufensterperformance“. Schwerpunkt der PiM liegt auf der künstlerischen Verknüpfung von Marionettenkunst und Jazz, die in enger Zusammenarbeit mit der Mainzer Jazzformation „LaJazz“ (musikalische Leitung: Ernst Seitz) entsteht.
Bahro und Dorothea Seitz leiten außerdem Seminare, Workshops und Teambuilding Events zu den Themen Figurenbau und Figurenspiel.